# 聖邁克爾鎮區 (密蘇里州麥迪遜縣)
聖邁克爾鎮區（英語：St. Michael Township）是位於美國密蘇里州麥迪遜縣的一個行政鎮區。

## 地方資料
聖邁克爾鎮區的面積為138.94平方千米，當中陸地面積為137.88平方千米，而水域面積為1.06平方千米。根據2020年美國人口普查的數據，當地共有人口7722人，而人口密度為每平方千米55.58人。